# CoRoT
CoRoT (tiếng Pháp: Convection, Rotation et Transits planétaires; tiếng Anh: Convection, Rotation and Planetary Transits) là một sứ mệnh kính viễn vọng không gian hoạt động từ năm 2006 đến năm 2013. Hai mục tiêu của sứ mệnh là tìm kiếm các hành tinh ngoài Hệ Mặt Trời có chu kỳ quỹ đạo ngắn, đặc biệt là những kích thước lớn trên mặt đất, và để thực hiện thuyết thiên thạch bằng cách đo các dao động giống như mặt trời trong các ngôi sao. Sứ mệnh do Cơ quan Vũ trụ Pháp (CNES) kết hợp với Cơ quan Vũ trụ Châu Âu (ESA) và các đối tác quốc tế khác dẫn đầu.